# What's Going On (chanson de Marvin Gaye)
Pour les articles homonymes, voir What's Going On.
Singles de Marvin Gaye
The End of Our Road Mercy Mercy Me (The Ecology)
Pistes de What's Going On
What’s Happening Brother
What's Going On est une chanson écrite par Marvin Gaye, Renaldo Benson et Al Cleveland et parue en 1971. C'est la chanson titre de l'album homonyme de Marvin Gaye.

## Genèse et production
Au sortir d'une grave dépression consécutive à la mort de la chanteuse Tammi Terrell, Marvin ne veut plus chanter et propose aux deux membres des Four Tops Renaldo « Obie » Benson et Al Cleveland de les aider à composer cette chanson initialement prévue pour le groupe The Originals. Mais Cleveland et Benson le persuadent de l'interpréter lui-même.
Marvin l'enregistre le 10 juin 1970 dans les studios de Tamla Motown à Détroit. Berry Gordy refuse tout d'abord de distribuer la chanson en simple, le jugeant trop engagé et ne croyant pas à son succès. Devant l'insistance de Marvin, What's Going On finit par être éditée en 45 tours le 20 janvier 1971, avec God is Love en face B, une autre composition de Marvin.
Contrairement aux prédictions du patron de Motown, la chanson devient un tube. C'est le single de Motown qui s’est vendu le plus rapidement, devenant no 1 dans les classements de rhythm and blues pendant cinq semaines et no 2 dans les classements de pop rock. Berry Gordy demande alors à Marvin Gaye de composer tout un album dans le même style. What's Going On en sera la première pièce et la chanson-titre. La chanson face-B du single figurera notamment sur cet album.
What's Going On est quatrième dans le classement des 500 plus grandes chansons de tous les temps du magazine Rolling Stone.
What's Going On a été reprise par de nombreux artistes, dont Cyndi Lauper en 1987 qui s'est classée no 12 du Billboard Hot 100.
Le 30 octobre 2001, un groupe d'artistes populaire l'enregistre sous le nom "Artists Against AIDS Worldwide". Ils sortent un album contenant les versions multiples de "What's Going On" qui profite aux programmes de SIDA en Afrique et d'autres régions appauvries. Jermaine Dupri et Bono ont produit la version radio, dont les interprètes inclus sont Britney Spears, Ja Rule, Nas, Christina Aguilera, Gwen Stefani, Jennifer Lopez, Fred Durst de Limp Bizkit, Destiny's Child, Wyclef Jean, Backstreet Boys, Monica et beaucoup d'autres artistes populaires. L'album ne contient qu'un single avec 8 remix supplémentaires. La chanson a été enregistrée bien avant les attaques du 11 septembre 2001 et il a été décidé par la suite qu'une partie des revenus de la chanson profiterait aux Croix-Rouge américaines.

## Liste des titres
| 1. | What's Going On | 3:40 |
| 2. | God Is Love     | 2:50 |